# Upala Airport
Upala Airport är en flygplats i Costa Rica.   Den ligger i provinsen Alajuela, i den nordvästra delen av landet, 150 km nordväst om huvudstaden San José. Upala Airport ligger 57 meter över havet.
Terrängen runt Upala Airport är platt. Runt Upala Airport är det ganska glesbefolkat, med 27 invånare per kvadratkilometer. Närmaste större samhälle är San José, 14,6 km nordväst om Upala Airport. Omgivningarna runt Upala Airport är en mosaik av jordbruksmark och naturlig växtlighet.